# Ricberht
Ricberht (staroanglicky Ricbyhrt) byl pravděpodobně anglosaský král Východní Anglie, které zhruba zahrnovalo současná hrabství Norfolk a Suffolk. Pokud vůbec byl králem, pak jeho vláda byla krátká, patrně od roku 627 do roku 630.

Severovýchod Anglie v 7. století

Podle latinsky psaných Církevních dějin národa Anglů z pera Bedy Ctihodného byl Ricberht pohanský šlechtic, jenž se stal králem teprve poté, co zavraždil legitimního krále a dědice trůnu Eorpwalda z dynastie Wuffingů. Důvody pro odstranění Eorpwalda z trůnu byly politické nebo náboženské, možná kombinací obojího. Podle současného britského historika Nicholase Johna Highama byl král Eorpwald východoanglickou šlechtou chápán jako vládce poslušný vůči králi Northumbrie. Byl také v pořadí již druhým králem Východní Anglie, který se nechal pokřtít, čímž přijal křesťanskou víru. I když veřejně udržoval synkretismus obou náboženství, jak pohanského, tak i křesťanského, stejně jako jeho otec král Rædwald, nemuselo to podle obecného mínění stačit. Pohanští šlechtici jako Ricberht mohli nabýt přesvědčení, že násilné odstranění Eorpwalda je jediným řešením, jak zvrátit běh událostí. Pokud byl navíc Eorpwald považován východoanglickými šlechtici za poddajného k Northumbrii, mohl se v jejich očích jevit jako slabý vůdce. Po jeho zavraždění a možném nástupu Ricberhta na trůn skutečně došlo i ke krátké obrodě původních poměrů v podobě rozsáhlejšího návratu k pohanství, to však trvalo jen krátce stejně jako jeho vláda, pouhé tři roky. Po něm nastoupili na trůn dva králové, křesťan Sigeberht a pohan Ecgric, kteří vládli společně.
Ricberht je dalším možným panovníkem, který po smrti mohl být uložen do pohřební lodě v mohyle v Sutton Hoo. Historici ale převážně přisuzují pohřební mohylu králi Rædwaldovi.